# Etelstano de Inglaterra
Etelstano (Æthelstan ou Æþelstan ou Æðelstān, significando "pedra nobre" em inglês antigo) (c. 893/895 – 27 de outubro de 939) foi o rei de Wessex de 924 até 927, quando conquistou todo o território inglês, passando a reinar como rei dos ingleses até sua morte. Era filho do rei Eduardo, o Velho, e sua primeira esposa Ecgvina. Historiadores modernos o consideram como o primeiro Rei da Inglaterra e um dos maiores reis anglo-saxões da História. Ele nunca se casou e acabou sendo sucedido por seu irmão Edmundo I.
Etelstano foi aceito pela Mércia como seu rei logo depois da morte de Eduardo. Seu meio-irmão Etelvardo talvez tenha sido reconhecido como o rei de Wessex, porém morreu algumas semanas depois do pai. Etelstano ainda assim enfrentou durante vários meses uma resistência em Wessex, sendo coroado rei apenas em setembro de 925. Ele conquistou Iorque em 927, o último território viquingue, transformando-se no primeiro anglo-saxão a governar toda a Inglaterra. Etelstano invadiu a Escócia em 934 e forçou o rei Constantino II a se submeter, porém seu domínio criou ressentimento nos escoceses e viquingues e ambos invadiram a Inglaterra em 937. O rei conseguiu derrotá-los na Batalha de Brunamburgo, uma vitória que lhe deu prestígio nas ilhas britânicas e no continente. Os viquingues acabaram reconquistando Iorque depois de sua morte em 939, sendo retomada apenas em 954.

## Reinado
Etelstano foi criado no reino da Mércia por ordem de seu pai, como uma forma de conseguir a lealdade deste rebelde país a dinastia de Cerdico da Saxônia Ocidental. Com a morte do pai em 17 de julho de 924, Etelstano foi proclamado de imediato rei da Mércia.
Com a morte de seu meio-irmão, o rei Etelvardo de Wessex, ao que parece assassinado por ordem sua em 2 de agosto de 924, o Witenagemot o elege como novo soberano, sendo coroado em Kingston upon Thames em 4 de setembro de 924.

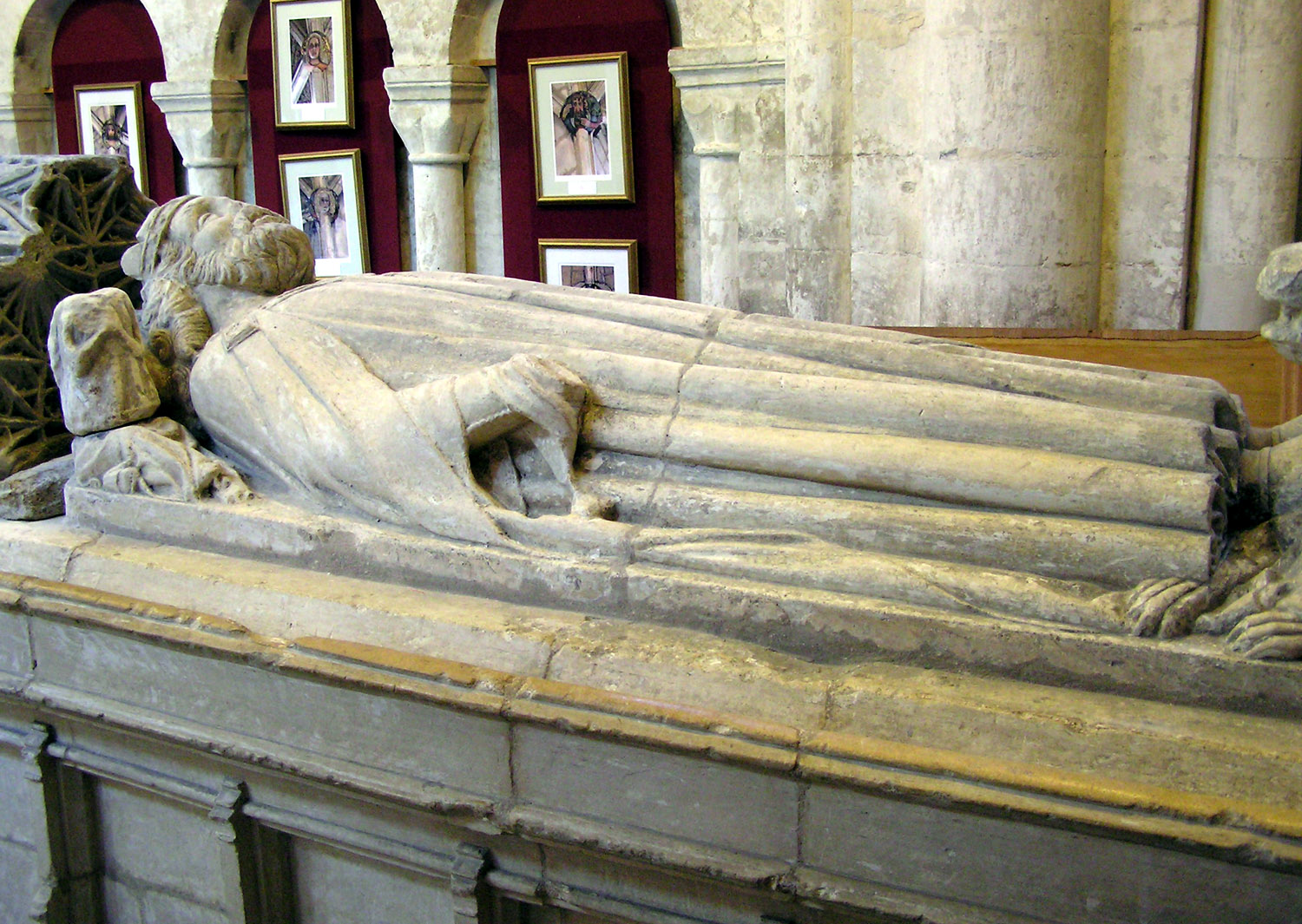
Tumba do rei Etelstano

Durante seu reinado demonstrou ser um consumado diplomático, preferindo as alianças à guerra. Em 30 de janeiro de 926 casou sua irmã, Edite, com Sitrico II Caoch, rei viquingue de Iorque e de Nortúmbria. Entretanto, Sitrico morreu no ano seguinte, em 927, e Etelstano aproveitou a oportunidade de anexar a Nortúmbria. Isto o converteu no rei saxão com as maiores extensões territoriais até então; por esta razão, os demais reis britânicos se submeteram a seu mando em Bamburgo (Bamburgh). Na Crônica Anglo-Saxônica se descreve como cada um dos reis se inclinou ante seu supremo líder: "primeiro Hywel, rei da Cornualha, e logo Constantino II, rei da Escócia, e Ovaino, rei de Gwent (ou Gales Medieval), e logo Aldreda de Bamburgo (uma grande vila de Nortúmbria)". O historiador Guilherme de Malmesbury adicionou o rei Owain do Reino de Strathclyde (situado em partes da atual Escócia) entre os reis submetidos.
São registrados outros eventos similares nas marchas ocidentais do domínio de Etelstano. Segundo Guilherme Malmesbury, Etelstano submeteu os reis do norte de Bretanha (o que implica Gales) em Hereford, onde exigiu um forte tributo. A realidade de sua influência sobre Gales é sublinhada no poema galês Armes Prydein Fawr e pela aparição dos reis galeses como subreguli nas cartas de 'Αthelstan A'. De forma similar, dirigiu Gales do Oeste fora de Exeter e estabeleceu a fronteira entre a Inglaterra e a Cornualha a margem do rio Tâmisa.
Ele é considerado o primeiro rei inglês de facto. Ele alcançou êxitos militares consideráveis sobre seus rivais, incluindo aos viquingues, e estendeu seu domínio a partes de Gales e da Cornualha. Sua maior vitória, sobre uma aliança inimiga que incluiu Constantino II da Escócia, foi a batalha de Brunamburgo, no outono de 937.
Ainda que tenha estabelecido muitas alianças através dos matrimônios de suas meias-irmãs com casas reais da Europa, Etelstano nunca se casou e nem teve descendência. Entretanto, criou como a seu próprio filho Haakon, mais tarde rei da Noruega.
Etelstano morreu no palácio de Gloucester, em 27 de outubro de 939, aos 44 anos, sendo sepultado na abadia de Malmesbury, em Wiltshire. Não há nada em sua tumba já que as relíquias do rei provavelmente se perderam durante Dissolução dos Mosteiros, imposta por Henrique VIII de Inglaterra, no século XVI.

## Administração e leis
À medida que seu reino crescia, o monarca se impôs novos desafios com respeito a sua administração. Até o final de seu reinado, se sabe de outro Etelstano, chamado de "meio-rei", que foi ealdormano na maior parte da Mércia Oriental e Ânglia Oriental. Ian Walker defende que, à medida que se incrementava o seu poder, a extensão da regência do seguinte nível da aristocracia também devia crescer. Tudo aponta para uma maior estratificação da sociedade anglo-saxã, desenvolvimento que é possível examinar desde os tempos iniciais anglo-saxões até a Conquista Normanda e mais adiante.
Um grande número de códigos legislativos foram criados durante seu reinado. Examinar cada um deles em detalhe tomaria muito tempo, mas se podem resumir dois pontos de vista sobre eles: o historiador Patrick Wormald afirmava que a lei escrita tinha pouco uso prático na Inglaterra anglo-saxã; afirmava ainda que havia pouca homogeneidade entre as leis e que a natureza esporádica delas indicava um sistema pouco coerente baseado na lei escrita. Simon Keynes, no entanto, argumentou que existe um padrão nas leis do reino de Etelstano, e que estas são evidência "não de qualquer atitude casual até a publicação ou registro da lei, senão tudo o contrário".